# Golfo di Šelichov
Il golfo di Šelichov (detto anche baia di Šelichov; in russo Залив Шелихова, Zaliv Šelichova) è una vasta insenatura situata sulla costa nord-orientale del Mare di Ochotsk, in Russia. Si trova sul versante occidentale della penisola della Kamčatka, nel circondario federale dell'Estremo Oriente.

## Geografia
Il golfo ha una larghezza massima di circa 300 chilometri e una lunghezza di circa 650; a nordest, la penisola di Tajgonos si protende verso sudovest formando la baia della Gižiga ad ovest e la baia della Penžina ad est. Sfociano nel golfo di Šelichov alcuni corsi d'acqua dell'oblast' di Magadan e del Territorio della Kamčatka, fra cui i principali sono Jama, Njavlenga, Najachan, Gižiga e Avekova dai versanti occidentali, Amanina, Paren', Penžina, Talovka, Tylchoj e Vojampolka dai versanti orientali. Nella parte sud-orientale del golfo di Šelichov, a soli 10 km a est della penisola P'jagina, c'è il piccolo arcipelago delle isole Jam.
Il clima molto freddo della zona rende le sue coste inospitali, tanto che non esistono centri urbani di rilievo; i principali centri, tutti di ridotte dimensioni, sono Palana, Ėvensk e Gižiga.
Il golfo venne così battezzato in onore di Grigorij Šelichov, navigatore e mercante russo. Non deve essere confuso con la piccola baia di Šelichov, che si trova sempre nel mare di Okhotsk, sulla costa nord-ovest di Paramušir.